# Šport u 1896.
◄◄ | ◄ | 1893. | 1894. | 1895. | 1896.  | 1897. | 1898. | 1899. | ► | ►►
Arhitektura • Astronomija • Biologija • Film • Fotografija • Glazba • Kazalište • Kemija • Kiparstvo • Knjige • Književnost • Kršćanstvo • Meteorologija • Medicina • Planinarstvo • Politika • Pravo • Promet • Slikarstvo • Strip • Šport • Znanost • Zrakoplovstvo • Željeznički promet
Šport u 1896.

## Svijet

### Natjecanja

#### Svjetska natjecanja
- I. Olimpijske igre – Atena 1896.

### Osnivanja
- AIK Fotboll, švedski nogometni klub
- Udinese Calcio, talijanski nogometni klub

## Hrvatska i u Hrvata

### Rođenja
- 23. ožujka – Petar Goić, hrvatski i čileanski atletičar († 1995.)

## Vanjske poveznice
|  | Zajednički poslužitelj ima još gradiva o temi Šport u 1896. |